# Gaetano Kanizsa
Gaetano Kanizsa (* 18. August 1913 in Triest; † 14. März 1993) war ein italienischer Psychologe und gilt neben seinem Lehrer Cesare Musatti und seinem Studienkollegen Fabio Metelli als einer der führenden Repräsentanten der Gestalttheorie in Italien.

Kanizsa-Dreieck

## Leben
Kanizsa wurde als Sohn eines ungarischen Vaters und einer slowenischen Mutter in Triest geboren. Kanizsa studierte nach seiner Gymnasialzeit in Triest an der Universität Padua bei Cesare Musatti, der die Gestaltpsychologie nach Italien gebracht hatte. Sein Studium schloss er 1938 mit einer Dissertation über Eidetisches Gedächtnis ab. Aufgrund der  Rassengesetze wurde ihm die Lehrtätigkeit an der Universität verwehrt und die italienische Staatsbürgerschaft aberkannt. Es gelang ihm jedoch, der Exilierung zu entkommen und nach Rom zu gehen, wo er sich dem antifaschistischen Widerstand anschloss.  Nach Kriegsende ging er 1947 als Universitätsassistent an die Universität Florenz. 1953 wurde er als Ordentlicher Professor an die Universität Triest berufen, wo er das Psychologische Institut gründete und bis 1988 lehrte und forschte. Seine Pionierrolle in der italienischen Psychologie, insbesondere in der Wahrnehmungspsychologie, würdigt die Universität Triest durch die jährlichen Gaetano Kanizsa Lectures. Diese stellen ein bedeutendes Forum der internationalen Wahrnehmungsforschung dar.
Wie sein Studienkollege Fabio Metelli, ein weiterer bedeutender Schüler von Musatti, bildete Kanizsa eine ganze Generation italienischer Wahrnehmungsforscher und Gestaltpsychologen aus, die bisweilen auch als Triestiner Schule der italienischen Gestaltpsychologie bezeichnet werden. Zu den bedeutendsten Schülern Kanizsas zählen: Paolo Bozzi (1930–2003), Walter Gerbino (* 1951), Giovanni Bruno Vicario (1932–2020).
Neben zahlreichen anderen Auszeichnungen wurde Kanizsa 1981 die Ehrenmitgliedschaft der internationalen Gesellschaft für Gestalttheorie und ihre Anwendungen (GTA) verliehen. Im Jahr 1987 erhielt er zusammen mit Riccardo Luccio den Wolfgang-Metzger-Preis.
Die Abbildung rechts trägt seinen Namen – es handelt sich um das Kanizsa-Dreieck. Es zeigt ein Beispiel für eine bestimmte Art von "Wahrnehmungstäuschung", die man als amodale Ergänzung bezeichnet: der Betrachter sieht über drei schwarzen Kreisen und einem Dreieck ein weiteres weißes Dreieck "schweben", obwohl die Abbildung als optische Reizgrundlage eigentlich nur durchbrochene Linien und Kreissektoren enthält.

## Schriften
- 1979: Gaetano Kanizsa (1913-1993): Organization in Vision, Essays on Gestalt Perception. Hrsg.: Praeger publishers, New York NY. Praeger publishers, New York NY USA 1979, ISBN 978-0-275-90373-2.
- 1980: Grammatica del vedere. Bologna: Il Mulino. Neuauflage 1997: ISBN 8815060901